# 张兴博
张兴博（1994年1月17日—）是一名中国足球运动员，效力梅县客家，司职中场。曾效力于中乙联赛球队东莞南城，因球队2012年冲甲失败而被广州恒大签下。